# Импульсный детонационный двигатель
Импульсный детонационный двигатель (ИДД; пульсирующий детонационный двигатель) — двигателя, в котором горение смеси топлива и окислителя происходит путём детонации, а не дефлаграции, как в обычных двигателях. 
Такой двигатель является импульсным, так как после прохождения детонационной волны по камере сгорания требуется обновление топливно-окислительной смеси. 

## Концепция
Принцип действия схож с пульсирующими воздушно-реактивными двигателями.
Детонацией называется такое горение какого-либо вещества, в котором фронт горения распространяется быстрее скорости звука. При этом по веществу расходится ударная волна, за которой следует химическая реакция с выделением большого количества тепла. В современных авиационных и ракетных двигателях сгорание топлива происходит с дозвуковой скоростью; такой процесс называется дефлаграцией.
Теоретически, ИДД работоспособен в диапазоне от дозвуковых до гиперзвуковых скоростей (около 4—5 Мах). Идеальный ИДД может иметь термодинамическую эффективность большую, чем турбореактивный двигатель и турбовентиляторный двигатель за счёт того, что детонационная волна быстрее сжимает смесь и нагревает её практически без изменения объёма. Следовательно, многие движущиеся части, такие как нагнетатель, являются необязательными, уменьшая вес и стоимость. 
Теоретические расчёты показали, что детонационное горение на 25 % эффективней, чем изобарический цикл, соответствующий сгоранию топлива при постоянном давлении, который реализован в камерах современных жидкостно-реактивных двигателей.
Считается, что такие силовые установки могут выдавать большую мощность, потребляя топлива меньше, чем обычные реактивные двигатели. 
Детонационные двигатели сегодня делятся на два основных типа: импульсные (пульсирующие) и «вращающиеся» (ротационные, их ещё называют спиновыми): 
Импульсный детонационный двигательв импульсных двигателях происходят короткие взрывы по мере сгорания небольших порций топливо-воздушной смеси.
Вращающийся детонационный двигательво вращающемся детонационном двигателе (ВДД) происходит постоянная незатухающая детонация в кольцевой камере сгорания (горение смеси происходит постоянно без остановки, причем фронт горения «бежит» по кольцевой камере сгорания без перерыва). В них предусмотрена закольцованная камера сгорания, расположенная между двумя цилиндрами, находящимися один внутри другого; в этой камере тяга генерируется посредством ударной волны, удерживающейся в бесконечной петле.Через форсунки в камеру подаются газообразное топливо и окислитель, затем они поджигаются. Происходит первая детонация, в результате которой испускается сверхзвуковая ударная волна, которая проходит по закольцованной камере сгорания. Сделав один оборот и вернувшись к форсункам, она поджигает следующую партию топлива и окислителя: взрыв создает еще одну сверхзвуковую волну, потом еще и еще. В результате серии взрывов появляется тяга.
Такой тип двигателя имеет ряд преимуществ:
- они достаточна просты в конструкции, поскольку лишены подвижных частей;
- лёгкие и компактные;
- их производство обходится гораздо дешевле производства газотурбинных двигателей;
- их сложно вывести из строя;
- для их производства не требуются «экзотические» материалы;
- вращающийся детонационный двигатель можно использовать в тандеме с реактивным или газотурбинным.

## История
ИДД изучаются уже более 70 лет. 
Основные проблемы: быстрое и эффективное перемешивание топлива и окислителя, предотвращение самовозгорания, интеграция сопла и воздухозаборника.
Серийно не производились, но несколько тестовых двигателей демонстрировались на низкоскоростных самолётах (Scaled Composites Long-EZ) в 2008 году.
В июле 2016 года на стенде ПНО «Энергомаш» в России состоялись первые в мире испытания экспериментального детонационного ЖРД.
В конце декабря 2016 года американская компания Aerojet Rocketdyne получила контракт Национальной лаборатории энергетических технологий США на разработку новой газотурбинной энергетической установки на базе вращающегося детонационного двигателя (ВДД). Работы, по итогам которых будет создан прототип новой установки, планировалось завершить к середине 2019 года, однако сроки окончания проекта были перенесены; испытания были проведены в январе 2023.
В начале 2021 года австралийские разработчики отчитались об успешном запуске ВДД на полигоне.
В 2021 г. в России завершен первый этап испытаний демонстратора прямоточного пульсирующего детонационного двигателя, разработанного на НПО «Энергомаш»
Летом 2021 года Японское космическое агентство (JAXA) сообщило о проведении первых в истории испытаний такого двигателя на орбите. Запуск состоялся 27 июля с помощью восьмиметровой метеорологической ракеты S-520 (N31, стартовала с космодрома Утиноура), которая за четыре минуты по баллистической траектории достигла высоты 235 километров, а ещё через четыре — капсула с записанными результатами испытаний упала в море, где её подобрали специалисты. По заявлениям инженеров JAXA, тесты прошли успешно — после отделения первой ступени ракеты ВДД включился и проработал в течение шести секунд, создав тягу 500 Ньютон.
В 2023 году Управление перспективных исследовательских проектов Министерства обороны США (DARPA) подписало контракт с военно-промышленной компанией Raytheon на создание рабочей версии воздушного ВДД под названием Gambit. Он не будет иметь подвижных элементов и сможет обеспечить более высокий КПД, чем обычные ракетные двигатели. Применение его планируются на крылатых ракетах.